# Lukhanji
Lukhanji (officieel Lukhanji Local Municipality) is een voormalige gemeente in het Zuid-Afrikaanse district Chris Hani.
Lukhanji ligt in de provincie Oost-Kaap en telt 190.723 inwoners.

## Hoofdplaatsen
Het nationaal instituut voor de statistiek, Stats SA, deelt sinds de census 2011 deze gemeente in in 98 zogenaamde hoofdplaatsen (main place):
Allanwater • Amaqolomba • Angola • Botha's Hoek • Brakkloof A • Brakkloof B • Bulhoek • Dyamala • Eardley • Elalini • Eluqolweni • Embekweni • Emcambalaleni • Emtha • Engojini • Enqobokeni 1 • Enqobokeni 2 • Ezibeleni • EZweledinga • Fordyce • Gallawater • Gcina-AA • Gcina-L • Gcina-M • Gcina-N • Gcina-O • Gcina-P • Glencoe • Hewu • Hillisdale • Ilinge • Imvani • Kamastone • Koonoona • Koppies • KwaManzikrakra • KwaNkcwa • KwaSisilane • Lesseyton • Lower Didimana • Lower Hackney • Lower Hukuwa 1-A • Lower Hukuwa 1-B • Lower Lahlangubo • Lower Merino Walk • Lower Tsitsikama B • Lower Zangqokwe • Lukhanji NU • Mabeleni • Machibini • Malsoleni • Mamfeneni • Mangena • Manqondane • Matiyeni • Maumau • McBridge • Mceula • Mission • Mkhanzi • Mlungisi • Mtebele • Mthonjeni • Mtwakazi-A • Mtwakazi-B • Muswa-C • Muswa-D • Ndumangeni • New Deka • Ngcamngeni • Nkonkobe • Nontloko • Ntabelanga • Oxton • Prices Dale • Qhwabi • Queenstown • Sada • Sautana • Sawutiya • Sibonile A • Sisilane • Tambo • Thembani • Toisekraal • Tshamehlo • Tylden • Upper Didimana • Upper Hackney • Upper Hukuwa • Upper Hukuwa 3 • Upper Lahlangubo • Upper Tsitsikama • Upper Zangqokwe • Whittlesea • Xaleni • Xuma • Yonda.